# Halowe Mistrzostwa Europy w Lekkoatletyce 1978 – skok wzwyż mężczyzn
Skok wzwyż mężczyzn – jedna z konkurencji technicznych rozgrywanych podczas halowych lekkoatletycznych mistrzostw Europy w hali Palasport di San Siro w Mediolanie. Rozegrano od razu finał 12 marca 1978. Zwyciężył reprezentant Związku Radzieckiego Władimir Jaszczenko. Tytułu zdobytego na poprzednich mistrzostwach nie obronił Jacek Wszoła z Polski, który tym razem zajął 7. miejsce. Jaszczenko ustanowił nieoficjalny halowy rekord świata wynikiem 2,35 m, poprawiając poprzedni należący do Franklina Jacobsa o 3 centymetry, a halowy rekord Europy należący do Aleksandra Grigorjewa ze Związku Radzieckiego aż o 7 centymetrów.

## Rezultaty
Rozegrano od razu finał, w którym wzięło udział 18 skoczków.

Opracowano na podstawie materiału źródłowego.
| Miejsce | Zawodnik            | Wynik | Uwagi |
| ------- | ------------------- | ----- | ----- |
| 1       | Władimir Jaszczenko | 2,35  | WR    |
| 2       | Rolf Beilschmidt    | 2,29  | NR    |
| 3       | Wolfgang Killing    | 2,27  |       |
| 4       | Aleksandr Grigorjew | 2,25  |       |
| 5       | Serhij Seniukow     | 2,21  |       |
| 6       | Oscar Raise         | 2,21  |       |
| 7       | Jacek Wszoła        | 2,21  |       |
| 8       | Bernd Mühle         | 2,18  |       |
| 9       | Carlo Thränhardt    | 2,18  |       |
| 10      | Terje Totland       | 2,18  |       |
| 11      | Bruno Bruni         | 2,15  |       |
| 12      | Paul Gränicher      | 2,15  |       |
| 12      | Josef Hrabal        | 2,15  |       |
| 14      | Mark Naylor         | 2,15  |       |
| 15      | Massimo Di Giorgio  | 2,10  |       |
| 15      | Ekrem Özdamar       | 2,10  |       |
| 17      | Danial Temim        | 2,10  |       |
| 18      | Paul Poaniewa       | 2,05  |       |